# Strobilanthes cuneata
Strobilanthes cuneata är en akantusväxtart som först beskrevs av Shakya, och fick sitt nu gällande namn av John Richard Ironside Wood. Strobilanthes cuneata ingår i släktet Strobilanthes och familjen akantusväxter. Inga underarter finns listade i Catalogue of Life.